# Мильн-Эдвардс, Анри
Анри Мильн-Эдвардс (фр. Henri Milne-Edwards; 23 октября 1800, Брюгге — 29 июля 1885, Париж) — известный французский зоолог и естествоиспытатель.
Член Парижской академии наук (1838), иностранный член-корреспондент Петербургской академии наук (1846), иностранный член Лондонского королевского общества (1848), Национальной академии наук США (1864).

## Биография
Анри Мильн-Эдвардс родился 27-м ребёнком в семье англичанина Уильяма Эдвардса и француженки Элизабеты Во в Брюгге, в то время французском городе, рос в Париже при своём старшем брате-физиологе. В 1823 году стал медиком, позже увлёкся естественной историей и исследованием нижних животных. Вместе с Жаном-Виктором Одуэном стал студентом под руководством Жоржа Кювье, последователем которого и стал, отстаивая позиции антиэволюционизма. Изучал в основном морскую фауну.
В 1832 году он стал профессором гигиены и естественной истории в Центральном колледже искусств. В 1838 году был избран в Парижскую академию наук. В 1841 году стал профессором Национального музея естественной истории, с 1864 года — деканом факультета естественных наук Парижского университета. Совместно с сыном Альфонсом написал многотомное руководство по анатомии и физиологии животных и человека.
Был президентом Энтомологического общества Франции.
Также известен предложенной в 1855 году новой системой животного мира.

## Известные публикации
- A manual of surgical anatomy … Desilver, Philadelphia 1828.
- A manual of materia medica and pharmacy. Careys & Lea, Philadelphia 1829.
- Cahiers d’histoire naturelle. Crochard & Masson, Paris 1833-53.
- Annales des sciences naturelles, zoologie et biologie animale. Masson, Paris 1834-85.
- Élémens de zoologie. Crochard & Dumont, Paris, Brüssel 1834-37.
- Histoire naturelle des crustacés. Roret, Paris 1834-41.
- Outlines of anatomy and physiology. Little & Brown, Boston 1841.
- Die Zoologie. Scheible, Rieger & Sattler, Stuttgart 1848-58.
- Quelques remarques sur l’emploi du sel en agriculture … Paris 1849.
- A monograph of the British fossil corals. London, 1850-72.
- Zoologie. Langlois, Leclercq & Masson, Paris 1850-58.
- Mélanges carcinologiques. Martinet, Paris 1851-54.
- Beiträge zur allgemeinen Zoologie. Müller, Stuttgart 1853.
- Histoire naturelle des coralliaires ou polypes proprement dits. Roret, Paris 1857-60.
- A manual of zoology. Renshaw, London 1863.
- Histoire naturelle des mammiferes, 1868—74.
- Lecons sur l’anatomie et la physiologie comparee, 1857—83.

## Наследие

Таксоны, названные в честь Анри Мильн-Эдвардса
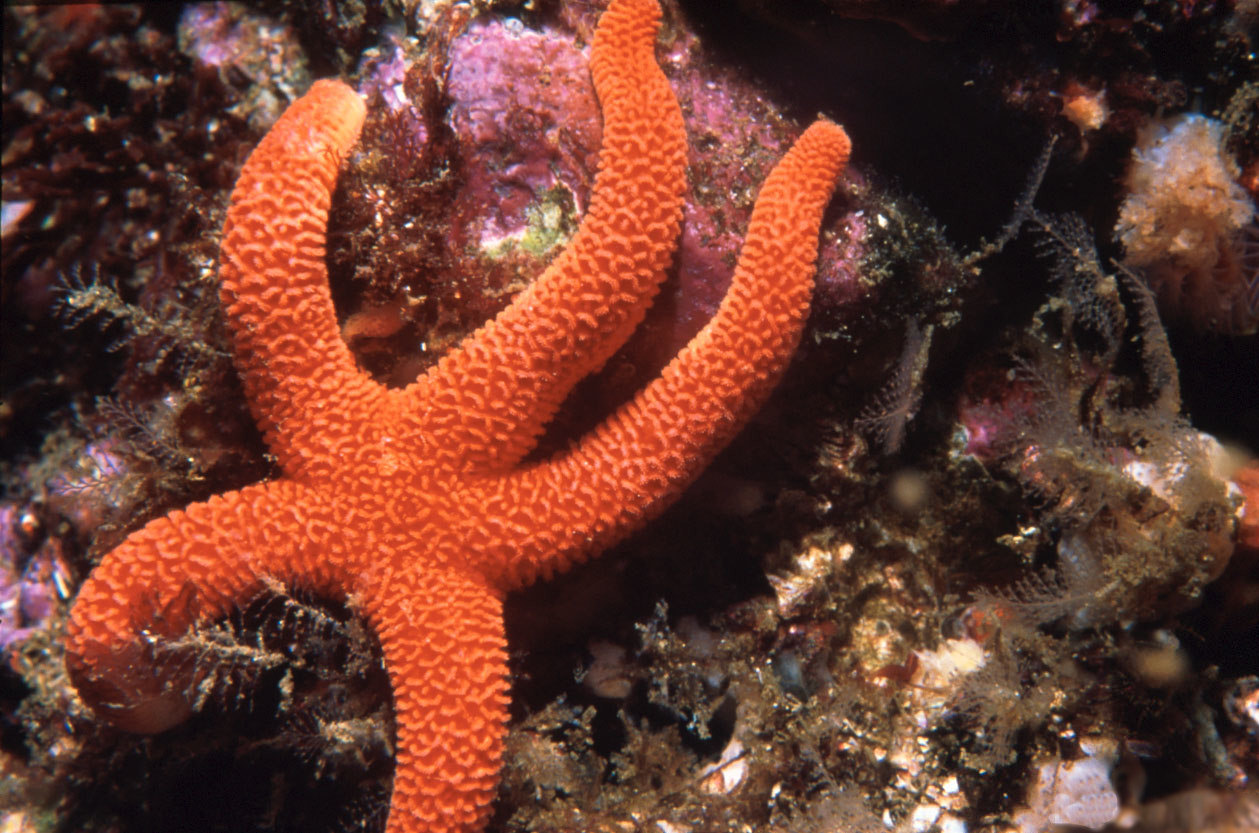
морская звезда Henricia leviuscula
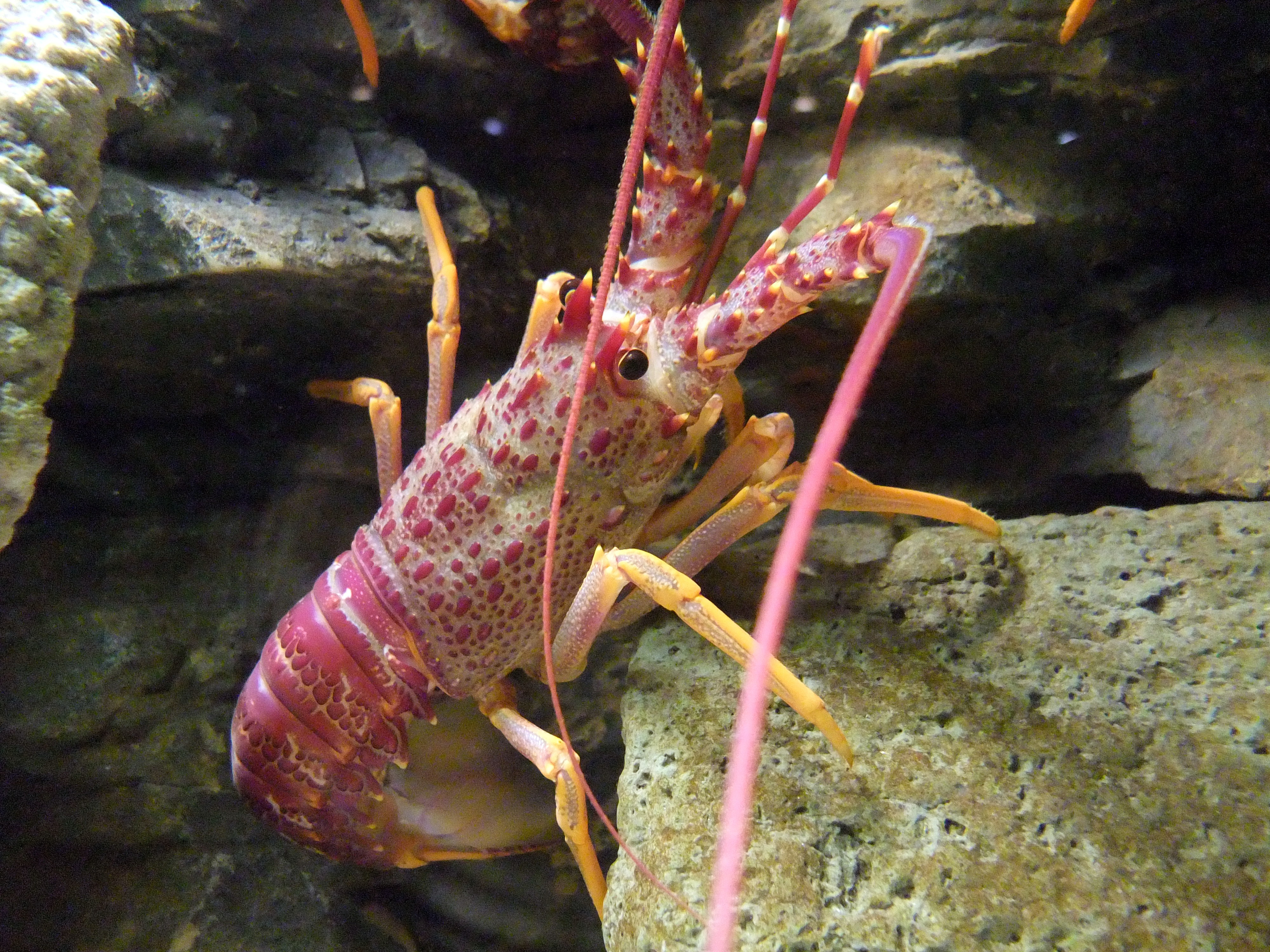
омар Jasus edwardsii
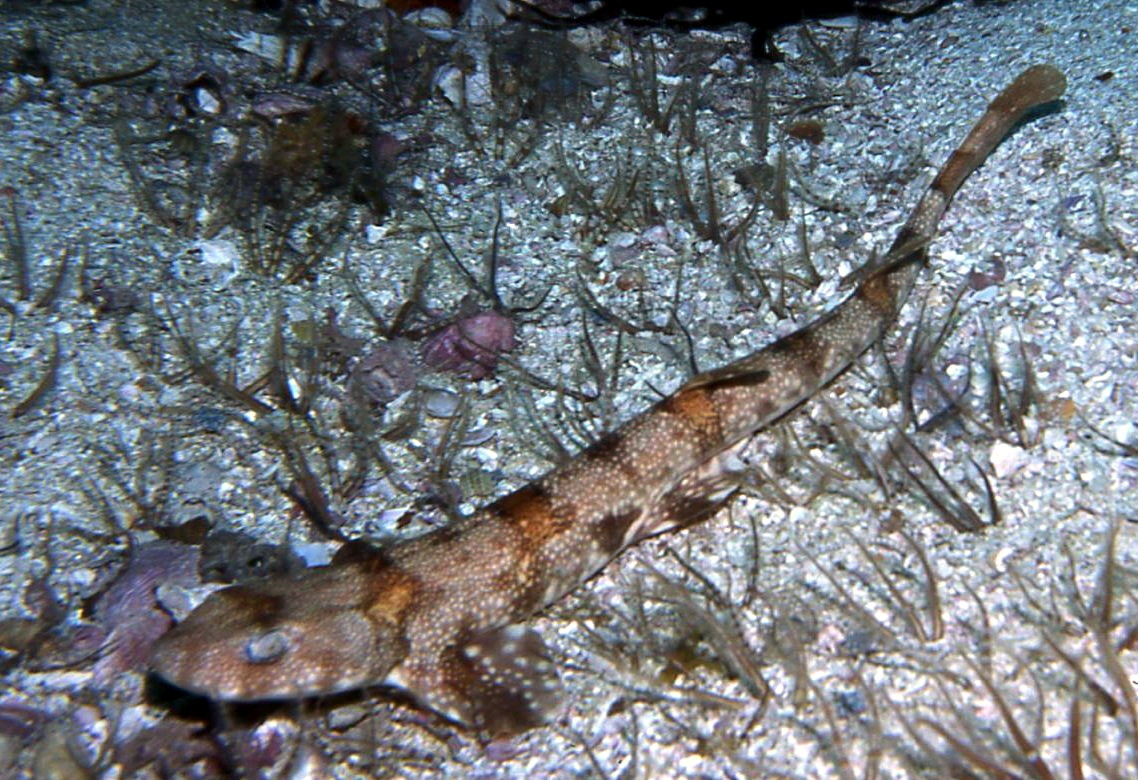
южноафриканская кошачья акула Haploblepharus edwardsii

В честь учёного названы некоторые роды и виды, например:
- Aristaeopsis edwardsiana Johnson, 1868
- Edwardsia de Quatrefages, 1841
- Edwardsiella Andres, 1883
- Henricia J. E. Gray, 1840
- Myrianida edwardsi (de Saint-Joseph, 1887)
- Lophoura edwardsi Kölliker, 1853
- Plesiopenaeus edwardsianus (Johnson, 1867)
- Plesionika edwardsii (Brandt, 1851)
- Dynamene edwardsi (Lucas, 1849)
- Grapsicepon edwardsi Giard & Bonnier, 1888
- Glossocephalus milneedwardsi Bovallius, 1887
- Onisimus edwardsii (Krøyer, 1846)
- Diastylis edwardsi (Krøyer, 1841)
- Neoamphitrite edwardsii (de Quatrefages, 1865)
- Colpaster edwardsi (Perrier, 1882)
- Milnesium Doyère, 1840
- Jasus edwardsii (Hutton, 1875)
- Odontozona edwardsi (Bouvier, 1908)
- Milneedwardsia Bourguignat, 1877
- Boeckosimus edwardsii (Krøyer, 1846)
- Lithophyllon edwardsi (Rosseau, 1850)
- Goniastria edwardsi Chevalier, 1971
- Fedora edwardsi Jullien, 1882
- Ciona edwardsi (Roule, 1886)
- Maasella edwardsi (de Lacaze-Duthiers, 1888)
- Forskalia edwardsi Kölliker, 1853
- Costa edwardsii (Roemer, 1838)
- Colobomatus edwardsi (Richiardi, 1876)
- Salmincola edwardsi (Olsson, 1869)
- Aristaeopsis edwardsianus (Johnson, 1867)
- Sergestes edwardsii Krøyer, 1855
- Odontozona edwardsi (Bouvier, 1908)
- Alphaeus edwardsii (Audouin, 1826)
- Ebalia edwardsii Costa, 1838
- Fedora edwardsi Jullien, 1882
- Teuchopora edwardsi (Jullien, 1882)
- Calliostoma milneedwardsi Locard, 1898
- Ocinebrina edwardsii Payraudeau, 1826
- Discodoris edwardsi Vayssière, 1902
- Tergipes edwardsii Nordmann, 1844
- Sadayoshia edwardsii (Miers, 1884)
- Periclimenes edwardsi (Paulson, 1875)
- Ocenebra edwardsi Payraudeau, 1826
- Conus milneedwardsi F. P. Jousseaume, 1894
- Montipora edwardsi Bernard, 1879
- Goniastrea edwardsi Chevalier, 1971
- Pagurus edwardsi (Dana, 1852)
- Chirostylus milneedwardsi (Henderson, 1885)
- Pisoides edwardsi Bell, 1835
- Cancer edwardsi Bell, 1835
- Haploblepharus edwardsii Voigt, 1832
- Diogenes edwardsii (de Haan, 1849)